# Верхняя Иленка
Верхняя Иленка — деревня в Байкаловском районе Свердловской области. Входит в состав Баженовского сельского поселения. Управляется Нижнеиленской сельской администрацией.

## География
Населённый пункт расположен на правом берегу реки Иленка в 22 километрах на северо-восток от села Байкалово — административного центра района. В октябре 2020 года в деревне в результате эрозии береговой линии сошёл крупный оползень, длиной до 123 метров.

### Часовой пояс
Верхняя Иленка, как и вся Свердловская область, находится в часовой зоне МСК+2. Смещение применяемого времени относительно UTC составляет +5:00.

## Население
| 2002 | 2010 | 2021 |
| ---- | ---- | ---- |
| 240  | ↘231 | ↘193 |

## Инфраструктура
Деревня разделена на пять улиц (Будённого, Жукова, Кузнецова, Пушкинская, Чапаева).